# Spomenik Lijepoj našoj (Risvica)
Spomenik »Lijepoj našoj« se nalazi u sutjeski reke Sutle Zelenjak, u selu Risvica, općina Kumrovec.

## Opis
Spomenik je podignut 1935. godine u čast stogodišnjice hrvatske himne koju je napisao hrvatski književnik Antun Mihanović. Smješten je u Zelenjaku, uz cestu Klanjec–Kumrovec, tik uz hrvatsko-slovensku granicu. Sastoji se od niskog postolja kvadratnog tlocrta, popločanog lomljenim kamenom, ogradom od kamenih blokova povezanih lancima te središnje pozicioniranog obeliska kvadratnog presjeka. Vanjske plohe obeliska izvedene su u domaćem kamenu dok je jezgra od armiranog betona. Na sredini glavne strane je brončana ploča s reljefima Antuna Mihanovića i tri seljaka, a ispod je granitna ploča s tekstom. Djelo je graditelja Ota Mundera, klesara Jaroslava Streha i kipara Rudolfa Ivankovića.

## Zaštita
Pod oznakom Z-3113 zaveden je kao nepokretno kulturno dobro - pojedinačno, pravna statusa zaštićena kulturnog dobra, klasificirano kao "memorijalna baština".